# Rudolf Jacobs (Architekt)
Heinrich Rudolf Jacobs (* 4. April 1879 in Elberfeld; † 21. Februar 1946 in Bremen), Schreibweise auch Rudolph war ein deutscher Architekt.

## Biografie
Jacobs war der Sohn eines Tischlermeisters Heinrich Wilhelm Jacobs, Teilhaber der Bau- und Möbelschreinerei Gebr. Jacobs. Nach dem Studium der Architektur war er ab 1902 in Bremen tätig. 1905 gewann er den Wettbewerb für den Bau eines Gebäudekomplexes an der Ecke Bremer Marktplatz/Liebfrauenkirchhof, den er von 1907 bis 1911 ausführte. Er plante und realisierte weitere Wohn- und Geschäftshäuser u. a. in Bremen-Schwachhausen (ab 1920). Der Neubau des Parkhauses (heute Parkhotel Bremen) im Bürgerpark entstand nach einem Wettbewerb von 1909 nach seinen Plänen (1912–1914). Von 1913 bis 1914 wurde für den Norddeutschen Lloyd der von ihm entworfene Lloyd-Bahnhof als Gepäckabfertigung und Zwischenstation an der Gustav-Deetjen-Allee gebaut.
Nach dem Ersten Weltkrieg entstanden die Staatliche Kunstgewerbeschule im Gebäude Am Wandrahm 23 (1922), der Bacchuskeller im Rathaus (1926) sowie das Postamt 5 am Bahnhofsplatz, von dem nur die Fassade erhalten ist. Es folgten der Columbusbahnhof in Bremerhaven (1927) und die Hohentorskirche (1932).
Rudolf Jacobs war der Vater des Widerstandskämpfers Rudolf Jacobs.

## Werke

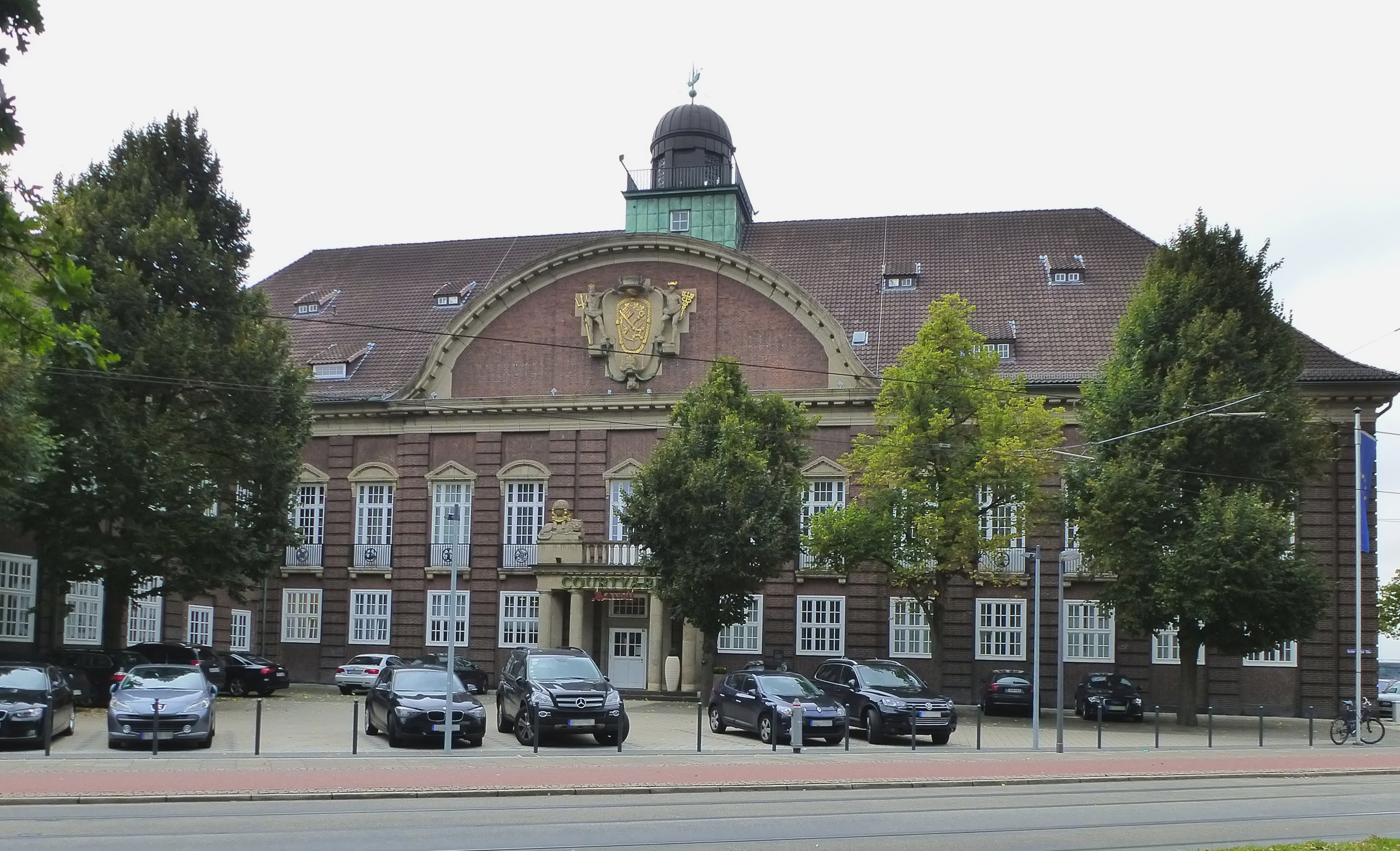
Lloyd-Bahnhof

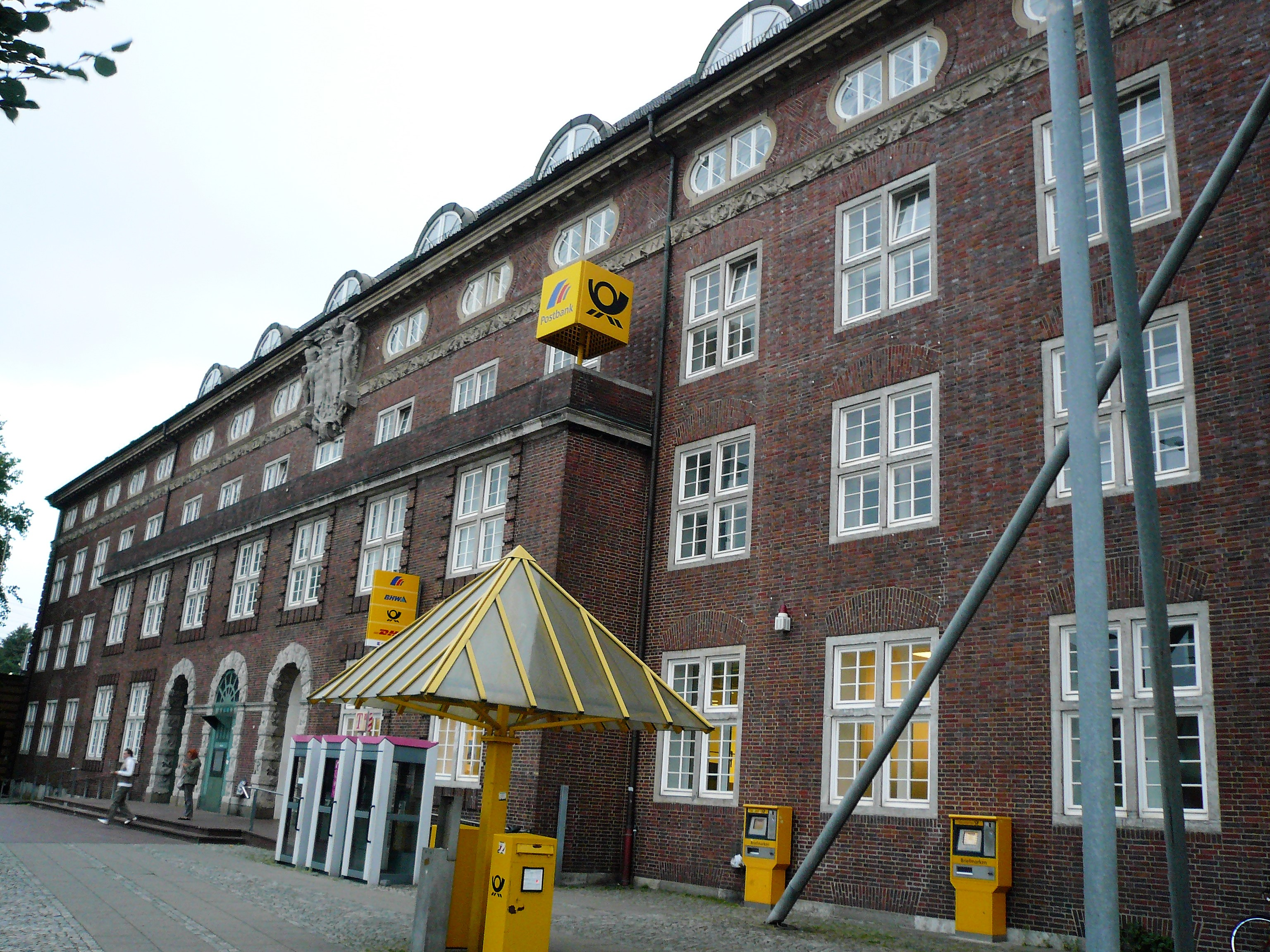
Postamt Bremen 5 (Fassade von Jacobs noch erhalten)

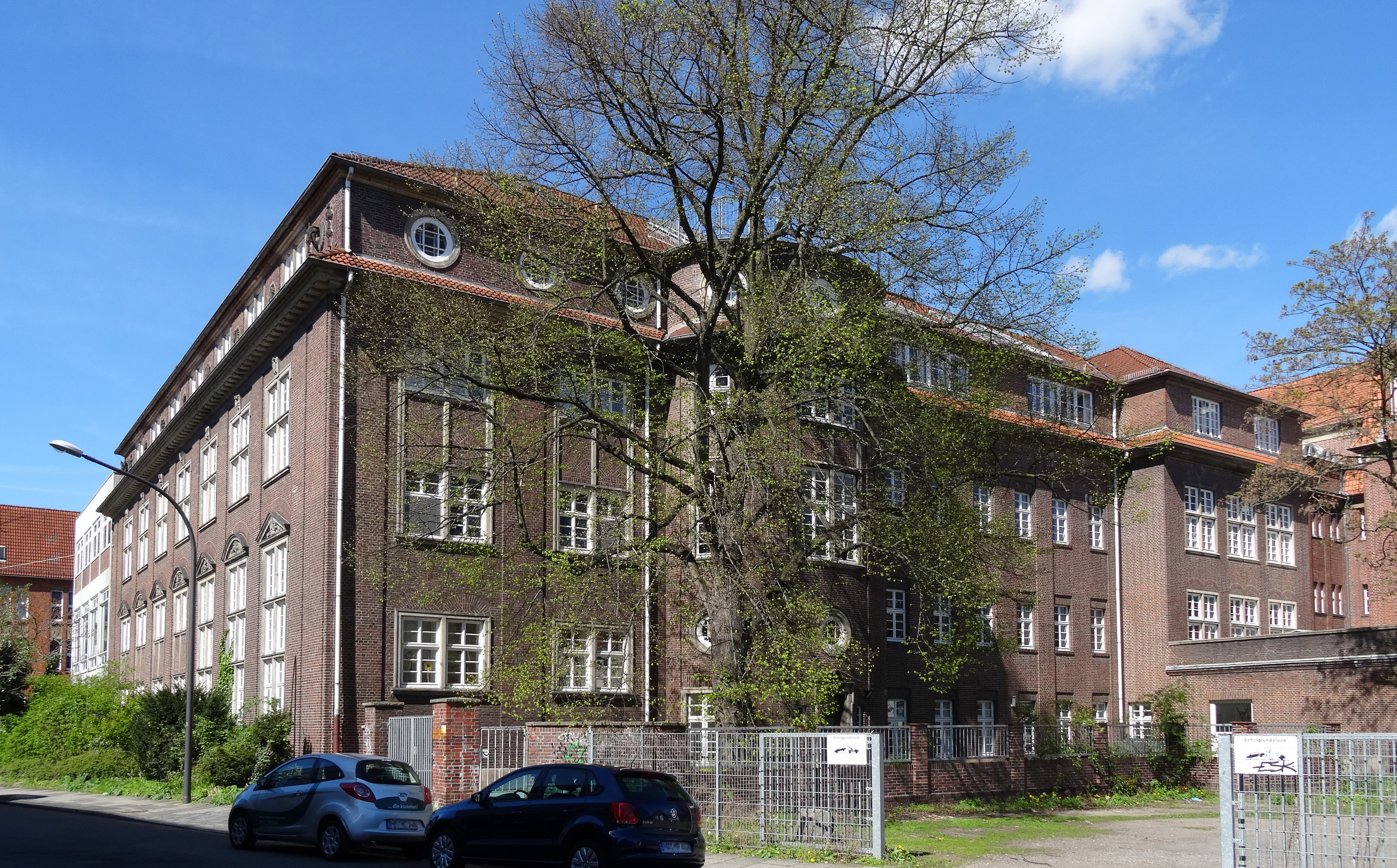
Schule Am Wandrahm 23

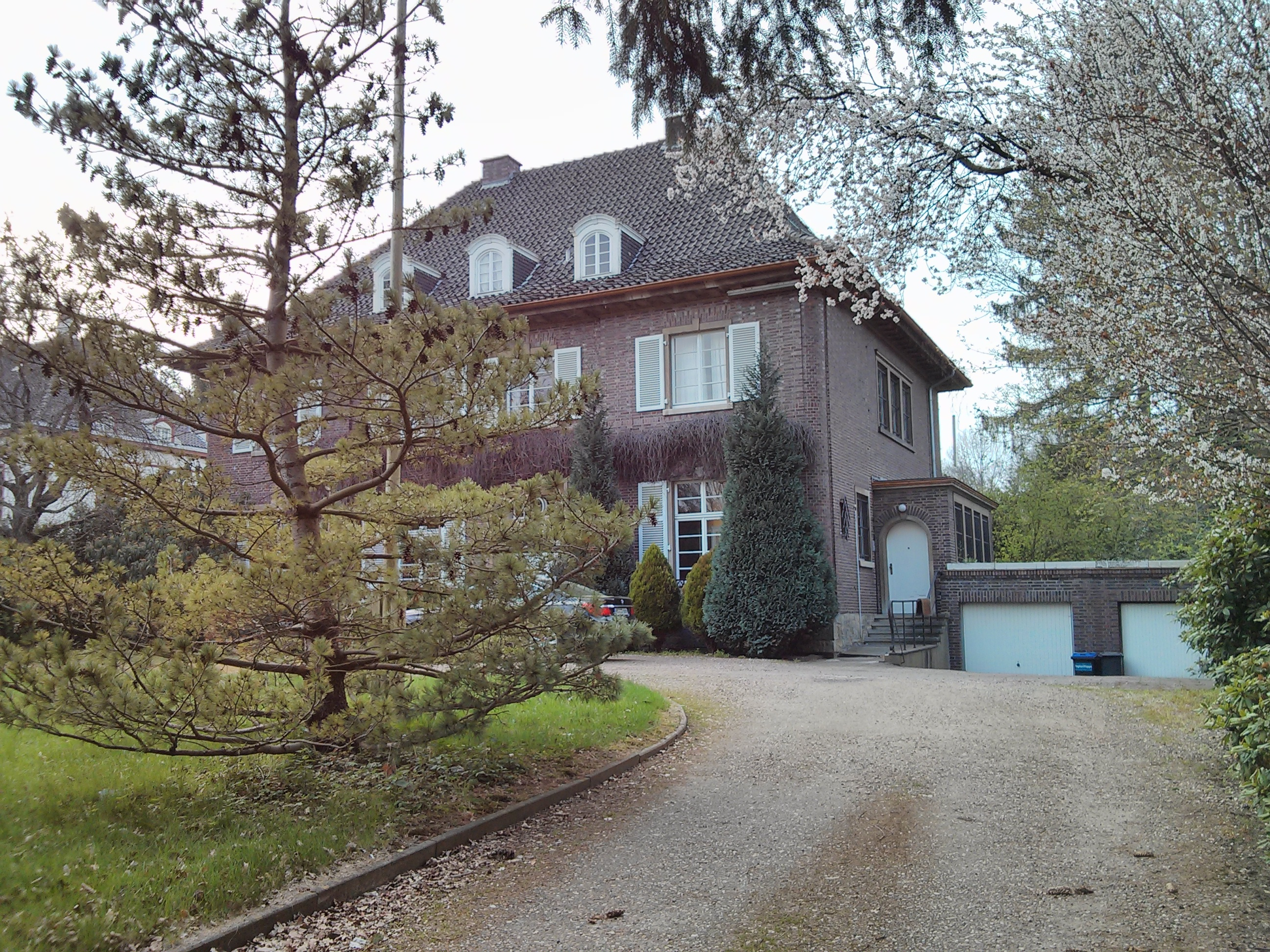
Landhaus Pappiér

- 1908–1911: Das neue Rathscafé/Deutsches Haus, Am Markt 1, Bremen[2]
- 1912–1913: Park Hotel Bremen[3]
- 1915–1919: Wohnanlage Breitenbachhof für den Eisenbahn-Spar- und Bauverein, Bremen[4]
- 1913: Umbau Bankhaus Neelmeyer[5]
- 1912/13: Lloyd-Bahnhof und Gepäckabteilung, Gustav-Deetjen-Allee[6]
- 1914–1915: Verwaltungsgebäude der Bremer Strassenbahn A.-G., Am Wall 108, Bremen (zerstört)[7]
- 1914: Vereinshaus Vorwärts, Bremen[8]
- 1915: Umbau Haus „Zum Roland“, Am Markt 15–16, Bremen[9]
- 1919: Wettbewerb Gemeindehaus am Bremer Dom[10]
- 1920–1929: Wohnanlage für den Eisenbahn-Spar- und Bauverein, Winterstraße 48–50, Bremen[11]
- 1921: Kraftwagenhalle, Parkstraße 115[12]
- 1922: Kunstgewerbeschule, Am Wandrahm 23, Bremen[13]
- 1922: Wettbewerb Vorentwürfe Schauseiten eines Postneubaues am Hauptbahnhof, Bremen[14]
- 1923–1926: Postamt Bremen 5, Bahnhofsplatz (Fassade)[15]
- 1923–1926: Kriegergedächtnismal auf dem Ehrenfriedhof Elberfeld, gemeinsam mit dem Bildhauer Wilhelm Rex[1]
- 1924: Wettbewerb Finanzamt, Bremen (2. Preis)[16]
- 1924–1925: Haus Emilie Alers, Bürgermeister-Spitta-Allee 43, Bremen
- 1924–1925: Doppelhaus Kattenbusch/Campe, Bismarckstraße 161/163, Bremen (im Krieg zerstört)[17]
- 1925: Wohnhaus Jacobs, Friedrich-Mißler-Straße 10, Bremen[18]
- 1925–1926: Straßenbahnhof und Dienstwohnhaus, Gröpelinger Heerstraße[19]
- 1926–1937: Wohnanlage für den Eisenbahn-Spar- und Bauverein, Eickendorferstraße 31–48, Bremen[20]
- 1926: Wettbewerb Gewerkschaftshaus, Bremen (2. Preis)[21]
- 1927: Columbusbahnhof Bremerhaven[22]
- 1927: Kunstgewerbeschule, Am Wandrahm 23, Bremen[23]
- 1928: Wohnhaus, Schwachhauser Heerstraße 180, Bremen
- 1928: Landhaus Pappiér, Schwachhauser Heerstraße 224, Bremen[24]
- 1928: Haus Direktor Güther, Unter den Eichen 2, Bremen
- 1928: Wettbewerb Hohentorkirche, Bremen (1. Preis)[25]
- 1930: Hohentorskirche
- 1930: Wohnhäuser, Delmestraße, 108–140, 121–141, 142–150[26]
- 1930: Wohnhausgruppe, Schwachhauser Ring, Bremen[27]
- 1930: Wettbewerb Wohnhäuser, Rathenaustraße, Bremen (Preis)[28]
- 1934: Wohnhaus, Hans-Thoma-Straße 40,42, Bremen
- 1935: Erweiterung Sparkasse am Brill[29]
- 1935: Wohnungsbau, Schwachhauser Ring 45, 47, 49, 51, 53[30]
- 1936: Wohnhaus, Arnold-Böcklin-Straße 9-9A, Bremen
- 1936–1937: Wohnhausgruppe Klattendiek 14/20, 17/21, Bremen Horn-Lehe
- 1939: Wohnanlage Fröbelstraße, Bremen[31]